# Spyro the Dragon (jeu vidéo)
Vous lisez un « article de qualité » labellisé en 2020.
Spyro the Dragon est un jeu vidéo de plates-formes développé par Insomniac Games et édité par Sony Computer Entertainment sur PlayStation. Il s'agit du premier opus de la série Spyro the Dragon. Il est sorti le 10 septembre 1998 en Amérique du Nord, le 23 octobre 1998 en Europe et le 1er avril 1999 au Japon. Le jeu est republié le 12 décembre 2012 sur le PlayStation Store.
Le jeu met en scène Spyro, un jeune dragon. Accompagné d'Étincelle la libellule, celui-ci traverse les royaumes des Dragons afin de libérer ses congénères, lesquels ont été transformés en statues de cristal par Gnasty Gnorc ; ce dernier a également transformé les joyaux des dragons en soldats. Pour mener à bien sa mission, Spyro dispose de capacités telles que cracher du feu, charger ses ennemis et planer.
Développé à partir de décembre 1996, Spyro the Dragon est l'occasion pour Insomniac Games de concevoir un jeu dont l'univers est assimilable à celui des contes de fées, après la sortie de Disruptor, le premier jeu développé par le studio américain. Il s'agit aussi pour Sony Computer Entertainment de proposer un jeu vidéo à destination du jeune public, un marché dominé par Nintendo et sur lequel la PlayStation est peu présente.
Véritable succès commercial avec près de cinq millions d'exemplaires vendus à travers le monde, Spyro the Dragon est plébiscité par la critique spécialisée tant pour la qualité de sa bande-son, composée par Stewart Copeland, que pour la qualité de ses graphismes et de son moteur de jeu en trois dimensions, innovant par sa capacité à générer des niveaux en monde ouvert. En 1999, une suite, intitulée Spyro 2: Gateway to Glimmer, est publiée sur PlayStation.

## Trame

### Univers
Dans Spyro the Dragon, Spyro évolue dans les mondes du Dragon, un territoire paisible où vivent dans la joie et la paix cinq grandes familles de dragons. Chacune de ces familles habite un monde différent. Le monde des Artisans, composé de vallées et de collines luxuriantes, est ainsi peuplé de dragons sculpteurs, peintres et chanteurs parmi les plus sociables de l'univers des dragons. Le monde des Pacifiques abrite, dans des grottes de glace, les dunes de sable du désert et des mines de charbon, des dragons forts et puissants chargés de maintenir la paix dans le monde. Les dragons du monde des Ouvriers Magiques, de nature timide et solitaire, étudient et pratiquent leur magie dans des sommets lointains où se trouvent des grottes et falaises glacées. Le monde des Créateurs d’animaux est peuplé de dragons responsables de la naissance de toutes les espèces animales du monde ; ils vivent dans des marécages, dans des appartements en boue sur pilotis et dans de grands arbres au milieu des forêts. Enfin, les dragons du monde des Tisseurs de rêves s'assurent, depuis leur île située dans les nuages, qu'aucun cauchemar ne vient ennuyer leurs congénères pendant leur sommeil. En outre, Spyro traverse un sixième monde, l'ancien dépotoir dragon, devenu le Monde de Gnasty depuis l'installation de Gnasty Gnorc : détesté par les dragons qu'ils considèrent comme un lieu d'exil, cet endroit sombre accueille des ports et des industries,.

### Personnages

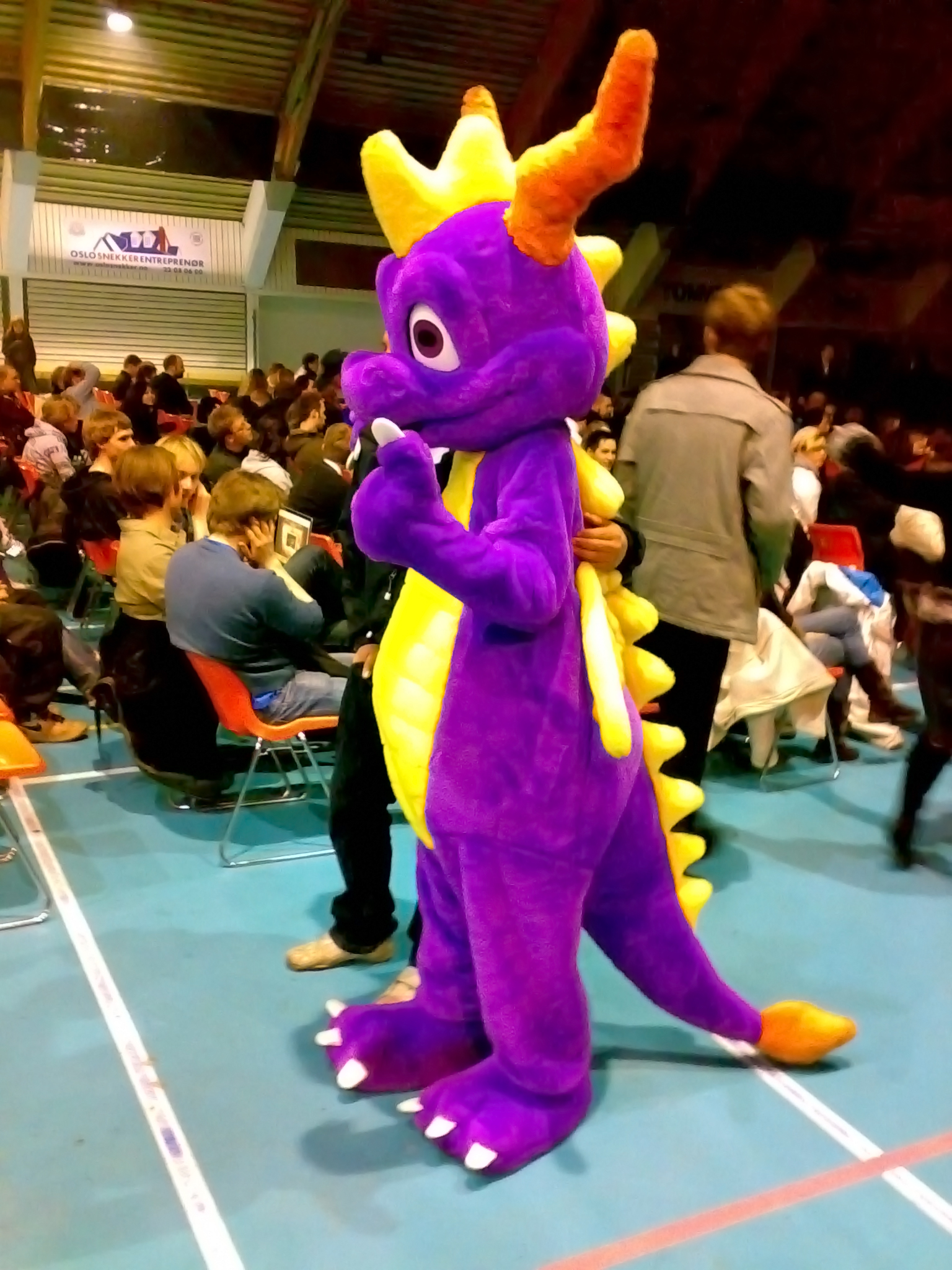
Cosplay de Spyro le dragon, le héros du jeu.

Le héros du jeu est Spyro, un dragon qui doit libérer ses congénères, transformés en statues de cristal par Gnasty Gnorc, et se débarrasser de ce dernier. Spyro doit aussi récupérer les joyaux que ce dernier a volés et transformés, pour certains, en gnorcs. Spyro est accompagné par son meilleur ami, Étincelle la libellule (appelé Sparx dans la version originale), toujours très affairé à ramasser les joyaux et qui sert d'indicateur de santé au héros. Les deux protagonistes sont soutenus tout au long de leur aventure par les dragons qu'ils libèrent et qui leur donnent des conseils pour progresser dans leur quête.
L'antagoniste du jeu est Gnasty Gnorc, un être mi-gnome mi-orc qui a enfreint la loi des dragons et a été banni et exilé par ceux-ci dans le Dépotoir Dragon. Gnasty Gnorc est une créature acariâtre, dégoûtante, aux bottines crottées, qui déteste les dragons et les joyaux dont la splendeur reflète la laideur de son visage. Durant son exil, il s'adonne à la magie et trouve les deux sorts qu'il espérait : l'un transforme tous les dragons en statues de cristal et l’autre change les joyaux en soldats Gnorcs dévoués. Les mondes du Dragon deviennent rapidement des mondes Gnorcs, mais un dragon, Spyro, est si petit que le sort d'emprisonnement des dragons lui est passé au-dessus de la tête sans le toucher.

### Scénario
Le royaume des dragons est composé de cinq mondes qui vivent en paix et en harmonie depuis de très nombreuses années. Un jour, une interview de deux dragons du monde des Artisans attire l'attention de Gnasty Gnorc, un être mi-gnome, mi-orc qui a été banni et exilé pour son mauvais comportement dans le Dépotoir Dragon, qu'il a rebaptisé Monde de Gnasty. Après avoir entendu l'un des dragons de l'émission le qualifier de simple, inoffensif et laid, Gnasty Gnorc perd son sang-froid : il jette un sort qui enferme tous les dragons du royaume dans du cristal, et dérobe la précieuse collection de joyaux des dragons pour les changer en serviteurs gnorcs prêts à l'aider à prendre le contrôle des mondes des dragons. Or, Spyro, un jeune dragon violet, est le seul rescapé de l'attaque de Gnasty Gnorc. Aidé par Étincelle la libellule, il part libérer ses congénères et retrouver Gnasty Gnorc.
Spyro parcourt chacun des cinq mondes des dragons et vainc les sbires de Gnasty Gnorc créés pour l'arrêter. En cours de route, il libère les dragons qui lui donnent des conseils, et lui demandent de récupérer tous les joyaux et de sauver les œufs de dragons volés,. Il finit par arriver dans le Monde de Gnasty, où il parvient à vaincre Gnasty Gnorc. Une fois que tous les dragons ont été libérés, que tous les joyaux et les œufs de dragon ont été récupérés, Spyro ouvre le portail menant au butin de Gnasty, où il récupère tout son trésor. Enfin de retour à la maison, Spyro est interviewé à la télévision, jusqu'au moment où les dragons sont à nouveau changés en statues de cristal, poussant le jeune dragon à partir de nouveau à l'aventure.

## Système de jeu

### Organisation des niveaux
Spyro the Dragon est un jeu vidéo de plates-formes dans lequel le joueur contrôle Spyro, dont le principal objectif est de libérer les quatre-vingts dragons transformés en statues de cristal par Gnasty Gnorc et situés dans les mondes des dragons. Une fois le dragon libéré, la plate-forme sur laquelle se trouvait la statue de dragon sert de point de sauvegarde. Le deuxième objectif est de trouver les joyaux disséminés dans chacun des niveaux du jeu. Enfin, Spyro doit récupérer les œufs de dragon dérobés par les voleurs d’œufs. L'accomplissement progressif de chacune de ces quêtes permet d'ouvrir l'accès au monde suivant,. Les niveaux et leurs objectifs (dragons, joyaux, œufs) sont recensés dans un inventaire que le joueur peut consulter à tout moment dans le jeu.
Les niveaux sont reliés entre eux par un monde principal (Monde des Artisans, Monde des Pacifiques, Monde des Ouvriers Magiques, Monde des Créateurs d'Animaux, Monde des Tisseurs de Rêve, Monde de Gnasty), où sont disséminés des portails permettant d'accéder à chaque niveau. Le joueur accède au monde principal suivant en utilisant la montgolfière d'un aéronaute, qui en conditionne l'accès à la réalisation d'un objectif (libérer un certain nombre de dragons, récupérer un nombre défini de joyaux, sauver un nombre requis d’œufs de dragon). Dans chaque niveau se trouve également une plate-forme tourbillonnante permettant de revenir au monde principal une fois que le niveau a été traversé. En outre, chaque monde principal contient un niveau dans lequel Spyro doit affronter un puissant soldat gnorc. Enfin, chaque monde principal contient une « manche de trésor », accessible en effectuant une action (résoudre une énigme de plates-formes, détruire un rocher) dans lequel Spyro doit accomplir des tâches dans un temps limité, comme brûler des soldats gnorcs, des tonneaux ou des coffres à joyaux, passer à travers des cerceaux ou des arches. Chacune de ces actions rapporte du temps supplémentaire et soixante joyaux. Une fois que ce niveau est terminé, il est possible de le recommencer pour améliorer le temps effectué précédemment, sans toutefois gagner de joyau supplémentaire.
Les joyaux sont disséminés dans les quatre coins des mondes des dragons de différentes façons : ils jonchent le sol, sont détenus par les ennemis et peuvent être cachés dans des pots, des coffres ou des armoires qui s'ouvrent à l'aide d'une clé. Chaque royaume contient entre 100 et 500 joyaux et ont une valeur définie : les rouges ont une valeur égale à un, les verts ont une valeur de deux, les bleus ont une valeur de cinq, les jaunes ont une valeur de dix et les violets une valeur de vingt-cinq joyaux. Pour les ramasser, Spyro doit marcher dessus ou se trouver à proximité (dans ce cas, Étincelle les ramasse lui-même).

### Capacités de Spyro
Spyro peut cracher du feu et charger, c'est-à-dire courir la tête baissée pour éventuellement frapper un ennemi ou casser un objet avec ses cornes. Ses capacités servent notamment à ouvrir les coffres à joyaux et à attaquer les soldats gnorcs. En revanche, elles sont inefficaces contre certains ennemis : Spyro ne peut pas enflammer ceux qui sont équipés d'une armure en métal ou d'un bouclier (il doit donc les charger), et il ne peut pas charger les gros soldats gnorcs (ils doivent donc être enflammés). Spyro possède également des capacités lui permettant de regarder autour de lui et de se déplacer, comme rouler vers la gauche ou vers la droite, sauter, planer et atterrir à la fin d'un vol pour atteindre des zones inaccessibles par un simple saut.

### Système de santé
Spyro commence le jeu avec cinq vies et quatre points de santé, ces derniers étant indiqués par Étincelle. En effet, si celui-ci est de couleur or, la santé du duo est au maximum, si Étincelle est bleu, elle est moyenne et s'il est vert, elle est minime. Si Spyro prend un coup lorsque Étincelle est vert, ce dernier disparaît : ainsi la prochaine attaque infligée à Spyro lui ôtera une vie. Une vie peut être également perdue en tombant dans un trou ou dans la lave. Dans chacun de ces cas, Spyro est ramené sur la plate-forme du dernier dragon qu'il a sauvé ou au début du niveau si aucun dragon n'a été sauvé. Lorsque toutes les vies sont perdues, la partie est terminée. Cependant, la partie peut être reprise lorsque l'écran de fin de partie apparaît. Le joueur reprend à partir du niveau où il a perdu sa dernière vie.
Afin de retrouver des points de santé, Spyro peut enflammer ou charger des petits animaux, comme des grenouilles, des moutons ou des insectes, qui se déplacent librement dans chaque niveau. À chaque fois qu'un animal est attrapé, un papillon apparaît et permet à Étincelle de retrouver un point de santé. Il arrive au duo de trouver de façon exceptionnelle des boîtes contenant une statuette de dragon, que Spyro doit casser pour gagner une vie. Enfin, lorsque Spyro retourne dans un niveau déjà visité où les ennemis vaincus ont laissé leurs joyaux, ceux-ci abandonnent une perle lorsqu'ils sont à nouveau battus ou bien ils laissent un papillon quand il reste peu de points de santé à Spyro. Lorsque vingt perles sont collectées, une vie supplémentaire est obtenue.

## Développement

### Création du conceptSpyro
Spyro the Dragon, dont le développement — entamé en décembre 1996 — dure un an et demi, est le deuxième jeu vidéo créé par Insomniac Games et succède à Disruptor, publié en décembre 1996. Si ce jeu est un échec commercial, les critiques positives de la presse spécialisée poussent Universal Interactive Studios à s'associer au développement du prochain jeu du développeur américain. Néanmoins, Ted Price, le président-directeur général d'Insomniac Games, ne souhaite pas créer une suite à Disruptor, qui « n'est pas un jeu amusant ». Sentant que son équipe était « plutôt déprimée », lui et Alex Hastings, le programmateur en chef de la société, souhaitent alors « faire quelque chose de plus léger ». Ainsi, Price suggère de concevoir un jeu mettant en scène des extraterrestres envahissant la Terre, mais l'idée d'un jeu ayant pour personnage principal un dragon, proposée par Hastings et Craig Stitt, lui-même fasciné par cet animal mythique, est accueillie avec plus d'enthousiasme et est finalement retenue. En effet, Hastings justifie ce choix par le fait que le dragon est associé aux mythes et à la magie et qu'il « n’apparaît jamais comme un loser ». Selon John Fiorito, chef d'exploitation d'Insomniac Games recruté en 1997, le jeu s'inspire initialement du film Cœur de dragon, dont le héros, un dragon, est doublé par Sean Connery. Alors que cette production s'inscrit dans une atmosphère « réaliste et un peu sombre », Mark Cerny, le président d'Universal Interactive Studios, conseille finalement à Ted Price de créer un jeu familial, un secteur où le marché est dominé par la Nintendo 64 et où la PlayStation est peu présente, puisque selon Cerny, « rien sur PlayStation ne se rapproche des titres Nintendo ». Ainsi, le futur jeu se destine désormais à un public de jeunes enfants et s'oriente vers une ambiance plus légère et fantaisiste : Price saisit l'occasion de créer un univers inspiré des contes de fées,,.

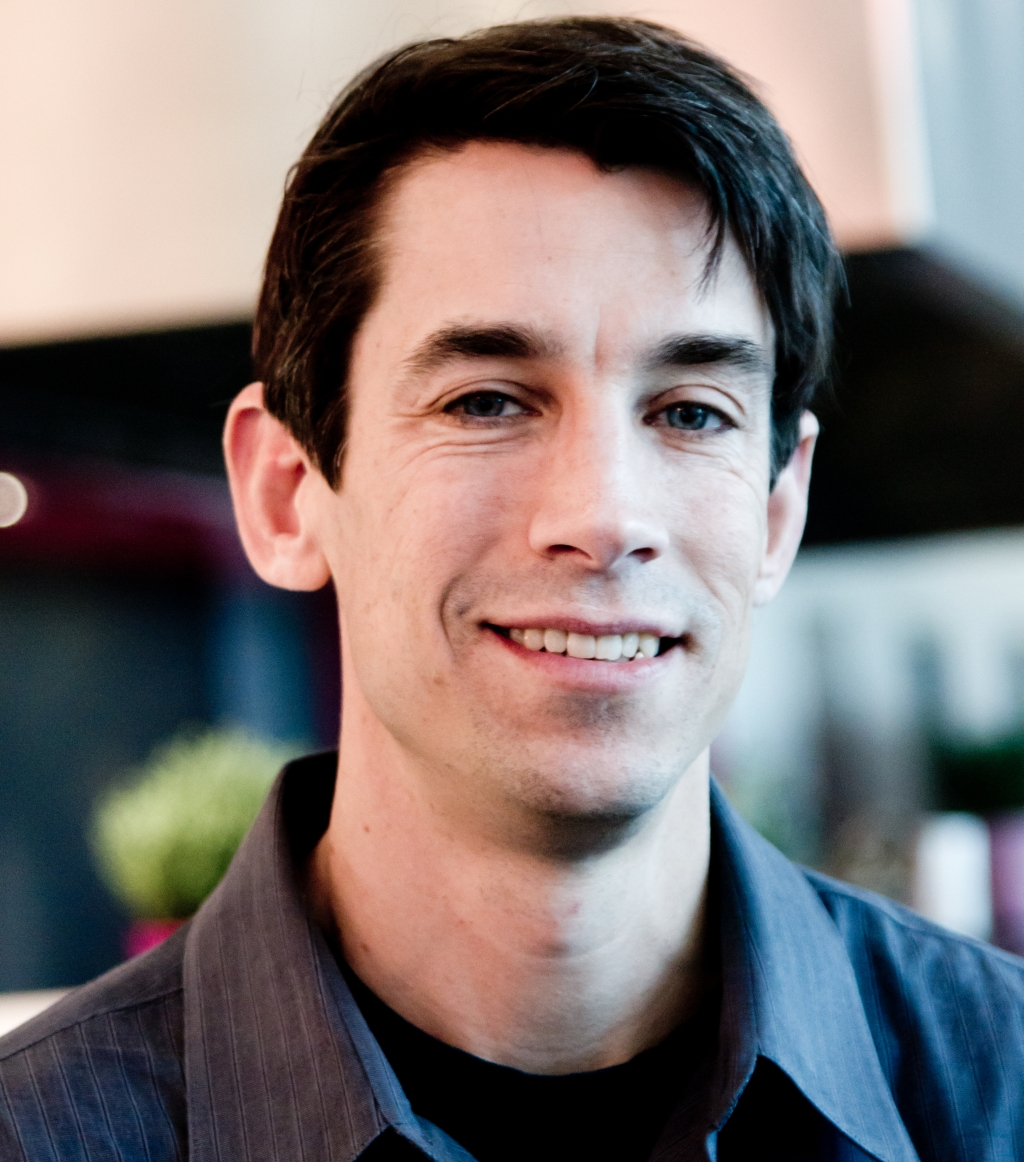
Ted Price (ici en 2013), président-directeur général d'Insomniac Games et l'un des concepteurs de Spyro the Dragon.

D'après le programmeur Peter Hastings, le dragon doit, à l'origine, être baptisé Pete, mais les avocats d'Insomniac Games font savoir que Disney a réalisé un long-métrage d'animation intitulé Peter et Elliott le dragon en 1977 et qu'un tel nom peut entraîner un litige lié au copyright. Après avoir envisagé le nom Pyro, finalement rejeté car considéré comme « trop mature », l'équipe de développement opte pour le nom Spyro. En outre, les développeurs imaginent d'abord un dragon adulte, avant de privilégier la mise en scène d'un jeune dragon,. La conception de ce personnage est confiée à Charles Zembillas, qui a dessiné les personnages des opus de la série Crash Bandicoot. À l'origine, Spyro est un dragon de couleur verte, mais les développeurs désapprouvent ce choix, puisqu'il se confondrait avec l'herbe. Ils optent finalement pour la couleur violette. La collaboration avec Charles Zembillas est un exemple de la collaboration entre Insomniac Games et Naughty Dog, le développeur de Crash Bandicoot, lors du développement de Spyro the Dragon : les deux sociétés travaillent dans le même bâtiment et chacune d'entre elles teste les premières versions des jeux de l'autre. Ainsi, une démo jouable du nouveau jeu de Naughty Dog, Crash Bandicoot 3: Warped, est disponible dans le produit final en composant un code à l'écran-titre, et vice-versa.

### Production des décors

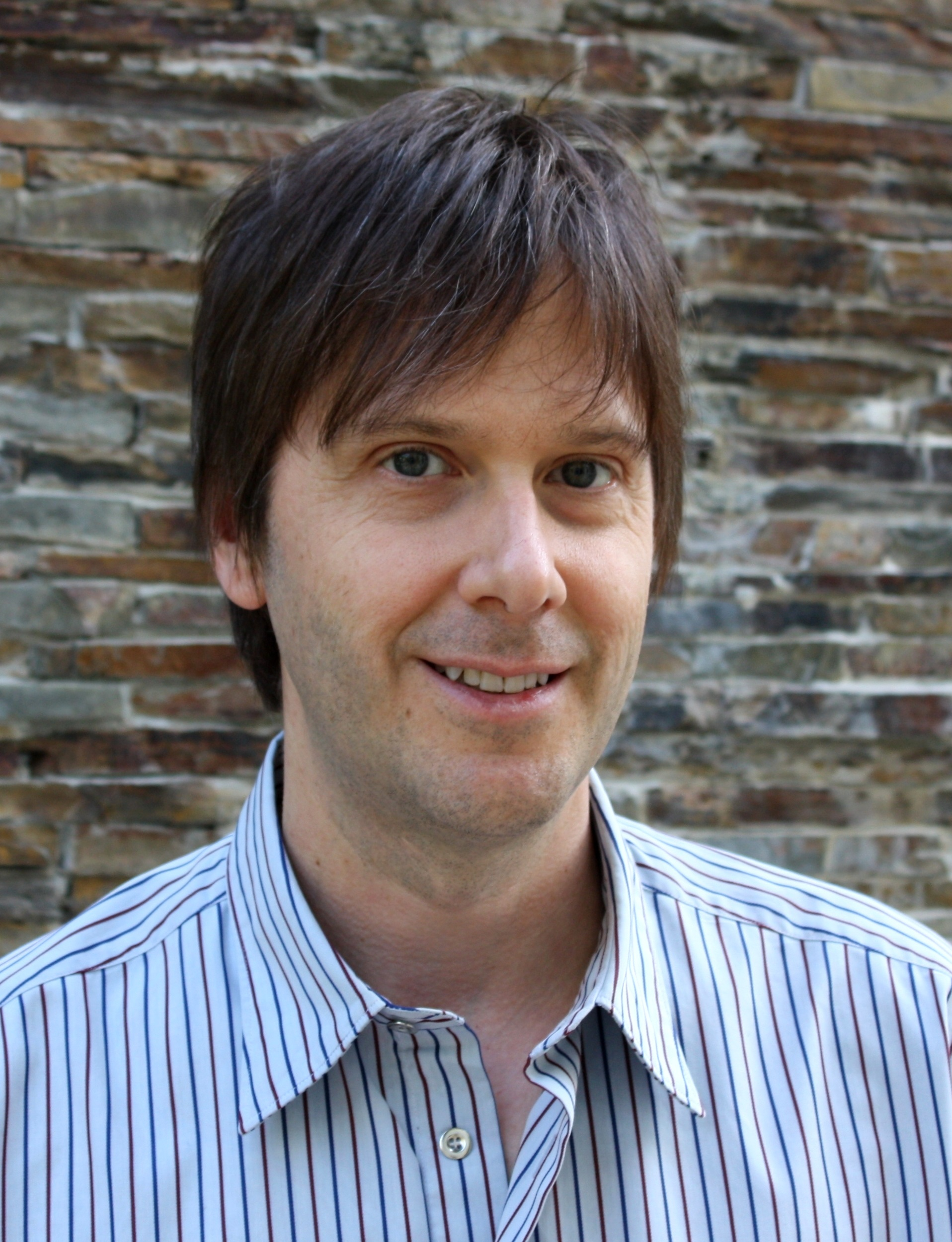
Mark Cerny (ici en 2010), président de la société Universal Interactive Studios et producteur exécutif de Spyro the Dragon.

Les décors dans lesquels évolue Spyro sont innovants dans le sens où Insomniac Games rompt avec les mondes du feu, de la glace et de la jungle, qui apparaissent habituellement dans la plupart des jeux vidéo de plates-formes. En outre, les jeux vidéo mettant en scène les dragons affichent souvent un environnement médiéval. L'équipe de développement opte donc pour la conception de décors médiévaux arborant des couleurs vives et dont le style est inspiré de l'univers de Camelot, ce qui contraste avec les univers sombres des autres jeux vidéo en trois dimensions. Le rendu graphique des personnages du jeu utilise la technique de l'ombrage de Gouraud, ce qui permet au joueur de les distinguer nettement tant dans leur design que leurs mouvements. De plus, les personnages arborent des couleurs vives mais plus douces que celles de l’environnement dans lequel ils évoluent. Dans l'ensemble, le jeu affiche des textures à faible contraste et aux motifs simples afin que la PlayStation ne génère pas de bruit graphique.
Tout en respectant ces principes de base, chacun des six mondes du jeu offre un décor qui lui est propre. Ainsi, Spyro the Dragon s'ouvre sur des jardins entourés de châteaux, puis se poursuit dans un désert, des monts enneigés et des marécages pour enfin se conclure sur une région industrielle. Aussi, les niveaux de chaque monde disposent de leur propre atmosphère. Ainsi, John Fiorito et Craig Sttit expliquent que la principale méthode de différenciation employée réside dans la variation de géographie de l'environnement : par exemple, dans le monde des Pacifiques, les niveaux ont successivement pour cadre une forteresse, un village Pueblos, une caverne de glace et un cratère volcanique. Une seconde méthode utilisée consiste à faire varier les moments de la journée : ainsi, dans le monde des Artisans, les niveaux ont pour cadre le lever du jour, le milieu de l’après-midi, le crépuscule ou la nuit. En outre, chaque niveau offre une toile de fond uniforme, composée de tourelles crénelées et de contreforts décoratifs, tandis que quelques-uns présentent deux civilisations rivales, ce qui permet aux développeurs de distinguer dans ceux-ci les personnages indigènes et leurs envahisseurs.
Le développeur américain confie la conception de l'environnement des niveaux du jeu à Kirsten van Schreven, une artiste formée en beaux-arts et en animation. Cette dernière propose des croquis de préproduction et une gamme de textures pour chaque niveau. Elle explique que les environnements présentés lors des réunions de travail influencent le système de jeu mis en œuvre dans le niveau et réciproquement. Ainsi, Kirsten van Schreven conçoit des thèmes novateurs pour les niveaux du jeu, comme celui des Artisans, des Ouvriers Magiques et des Créateurs d'Animaux, tout en gardant à l'esprit que l'univers de Spyro the Dragon doit être assimilable à un conte de fées. En outre, les décors de certains niveaux sont inspirés du monde du cinéma : ainsi, le niveau Cliff Town fait référence à l'univers de Star Wars, tandis que le niveau principal du monde des Créateurs d'Animaux est imaginé à partir du campement de Kurtz du film Apocalypse Now.
Spyro évoluant dans des niveaux ouverts, et afin que le joueur ne s'y perde pas (notamment lors de la recherche de joyaux manquants ou de la réalisation d'une manche de trésor), les développeurs mettent en place des points de repère permettant de distinguer une zone d'une autre. Ceux-ci prennent la forme d'éléments architecturaux n'apparaissant qu'une seule fois dans un niveau, tels des ponts, des châteaux et des forteresses. Ces points de repère sont agrémentés d'éléments naturels, comme des arbres, des cascades, des rivières ou des formations rocheuses afin d'en renforcer l'unicité. De plus, des éléments de décor, comme des ponts, une porte d'entrée de château, mais aussi, de façon plus subtile, de la neige plus abondante au sol dans les niveaux enneigés, marquent la transition entre deux endroits différents dans un niveau. Toujours afin de permettre au joueur de se repérer, les développeurs cherchent à varier les espaces intérieurs et extérieurs de chaque niveau, par exemple en plaçant une caverne entre deux vallées pour définir différentes zones de jeu dont l'environnement est différent. Également, les développeurs ont travaillé sur l'éclairage du paysage afin de créer des environnements à l'atmosphère et à l'esthétique différentes : les zones intérieures sont ainsi éclairées de diverses façons, comme la lumière du soleil ou celle du feu ; dans les zones extérieures, les canyons sont ombragés tandis que différents versants d'une vallée sont tantôt éclairés par le soleil, tantôt dans l'ombre de la montagne qui les sépare. Enfin, pour mettre des limites à chaque niveau et ainsi borner la possibilité d'itinérance de Spyro dans celui-ci, les développeurs imaginent des limites variées, comme des murs, des plans d'eau, des sommets de falaise ou des gouffres sans fond.

### Production du système de jeu
À l'instar de Knuckles dans Sonic & Knuckles, Spyro peut planer dans les airs, lui permettant ainsi de parcourir de grandes distances : de la sorte, le joueur peut traverser un niveau entier en volant, s'il part d'une zone suffisamment haute pour le faire. Cette « capacité de vol illimitée », imaginée dans Spyro the Dragon par Alex Hastings, donne une totale liberté de mouvement au joueur, mais rend la conception des niveaux plus difficile pour les développeurs puisque ceux-ci doivent être ouverts pour favoriser leur exploration. Ainsi, les développeurs ont créé des niveaux avec des points culminants élevés, où le joueur peut observer tout l'environnement qui l'entoure et repérer des zones cachées et éloignées vers lesquelles il peut voler. Cette possibilité conduit à travailler l'éclat des joyaux que Spyro doit récupérer tout au long du jeu, puisqu'ils sont visibles quelle que soit leur distance par rapport à Spyro. Dès lors, Peter Hastings explique : « Même si le joyau est si loin qu'il serait plus petit qu'un pixel sur votre écran de télévision, le jeu dessine toujours un éclat de joyau sur sa position. C'est parce qu'il y a des joyaux que nous voulons que vous voliez à travers tout le niveau pour les récupérer ».
Néanmoins, ces niveaux en monde ouvert nécessitent que les contrôles de Spyro soient fluides et rapides. Ainsi, Insomniac Games recrute Matt Whiting, un ancien ingénieur de la NASA spécialisé dans les systèmes de commande de vol des fusées, chargé d'aider à programmer les mouvements de la caméra et les commandes de mouvements de Spyro. La difficulté réside dans l'utilisation de la caméra du jeu : initialement, elle est programmée pour être alignée à la direction suivie par Spyro, afin de montrer au joueur les éléments du niveau qui se trouvent devant lui. Or, les mouvements rapides de la caméra résultant des mouvements de Spyro, notamment les mouvements de haut en bas induits par les sauts, rendent nauséeux les testeurs du jeu. Whiting compare alors ce mouvement à celui d'un bateau sur les vagues. Il décide donc de ralentir la vitesse de déplacement du personnage et de le monter et de le descendre légèrement lors des sauts afin de stabiliser la caméra. Ted Price assimile la fluidité et la réactivité des mouvements de Spyro à celles de Super Mario 64,.
Afin de pouvoir créer ces niveaux ouverts capables de tirer parti de la capacité de vol de Spyro et des mouvements de caméra, Alex Hastings développe un moteur de jeu panoramique orienté en trois dimensions, capable d'afficher une vue hémisphérique des objets proches et des objets éloignés en utilisant plusieurs niveaux de détail, une méthode nouvelle à l'époque. Ce moteur de jeu génère deux versions différentes d'un niveau : l'une offre un rendu détaillé construit à partir de polygones texturés, tandis que l'autre version est un rendu plus impressionniste, composé de textures en basse résolution, et dont cette dernière ainsi que le nombre de polygones augmentent au fur et à mesure que le héros s'en approche. Ainsi, les objets proches du joueur sont dessinés à l'aide du rendu détaillé, tandis que les objets éloignés le sont à partir du rendu simple. Cette solution, innovante et nouvelle à l'époque, puis reprise sur la majorité des jeux vidéo, permet d'afficher des objets à grande distance tout en respectant les capacités limitées de mémoire vive de la PlayStation. Pour répondre aux spécificités techniques de la console de Sony, et du fait que la technologie de rendu en trois dimensions est alors récente, Alex Hastings affirme que 80 % du programme du jeu est codé à la main en langage assembleur et le reste est écrit en langage C,. Mark Cerny vante la qualité du moteur graphique en déclarant que « nous voulions que Spyro ait un peu de Sonic en lui ».
Enfin, Mark Cerny conseille aux développeurs d'Insomniac Games de créer de la profondeur dans les mouvements de Spyro en lui conférant deux manières d'attaquer les gnorcs, les ennemis du jeu : les enflammer ou les charger. Le jeu étant également axé sur le combat, c'est ainsi que la capacité de charger de Spyro a été créée. Dès lors, les développeurs imaginent des gnorcs aux vulnérabilités spécifiques, obligeant le joueur à changer de stratégie d'attaque suivant les ennemis rencontrés, selon qu'ils sont équipés d'un bouclier les protégeant du feu ou qu'ils sont trop gros pour être chargés, mais sans pour autant devoir imaginer une stratégie compliquée pour les vaincre. En outre, les ennemis sont dotés d'une intelligence artificielle qui leur permet de narguer et de viser Spyro lorsqu'ils l'attaquent à distance. Cette innovation favorise ainsi l'interaction du système de jeu avec le joueur. Le choix de créer des gnorcs en tant qu'ennemis du jeu est issu de l’hybridation de deux créatures mythiques, les gnomes et les orcs.

### Bande-son

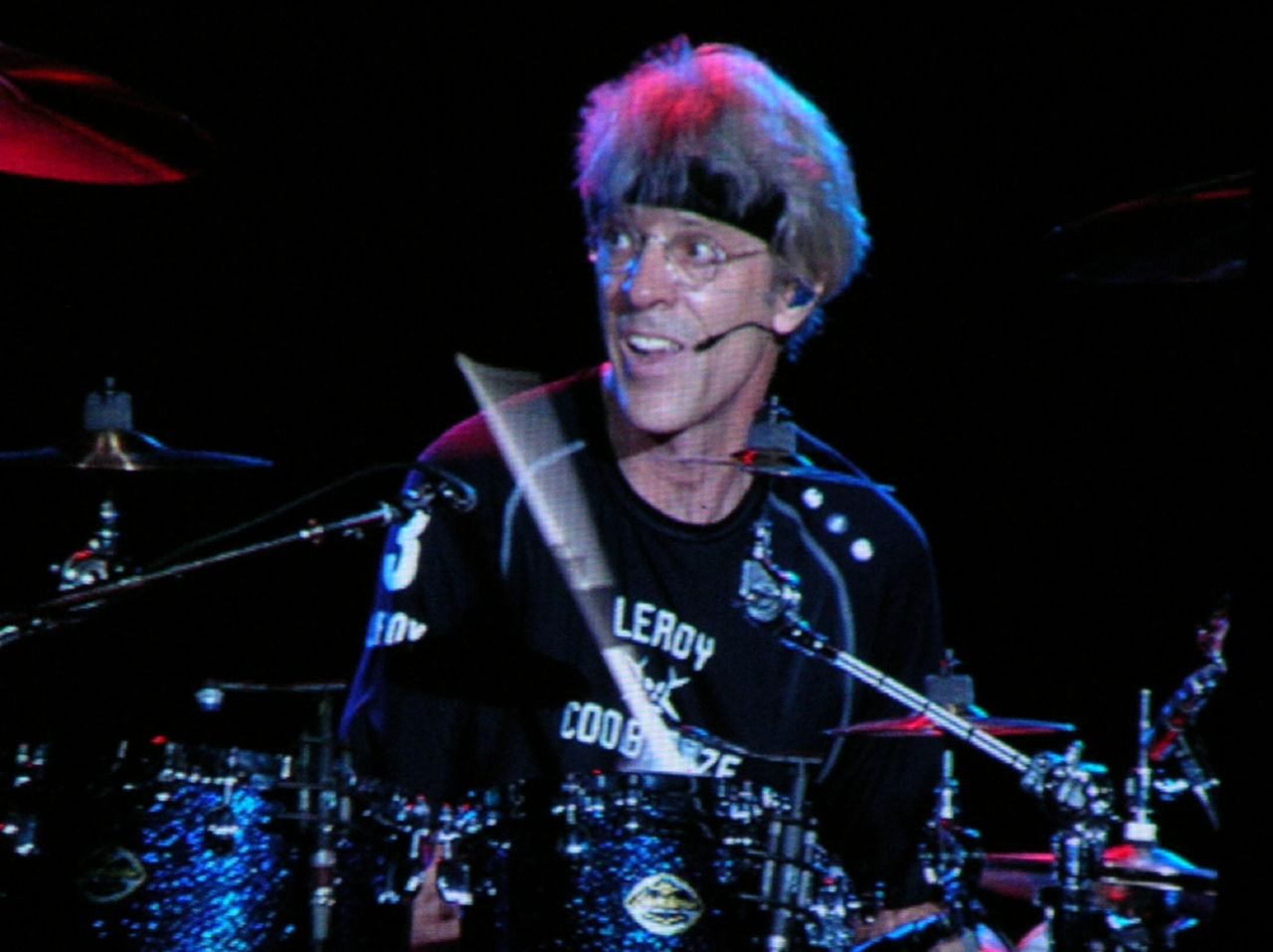
Stewart Copeland, le batteur du groupe The Police, est le compositeur de la bande-son du jeu.

La bande-son de Spyro the Dragon est composée par Stewart Copeland, le batteur du groupe The Police. Afin de créer la bande sonore, Copeland dispose d'un petit budget et de deux samplers (Kurzweil K2500X et K2500R). Il a accès aux premières versions de chaque niveau développé pour le jeu, afin qu'il puisse y jouer et en écrire la musique. Se considérant comme « vraiment nul » aux jeux vidéo, les développeurs lui permettent de jouer à une version dans laquelle Spyro est invincible, afin de l'aider à terminer plus rapidement les niveaux. Pour les besoins du jeu et eu égard au peu de temps dont il dispose, Stewart Copeland compose trois à quatre musiques par jour, qu'il peaufine ensuite le lendemain. Il explique qu'il écoute ensuite chaque musique de nombreuses fois et ne la valide que s'il n'en a « pas marre de l'entendre ». Ces musiques sont ensuite écoutées par les développeurs qui les approuvent ou non. Il tire son inspiration de l'ensemble de son expérience musicale, depuis le rock du groupe The Police à la musique classique qu'il compose, en passant par les comptines qu'il a apprises à l'école. Il compare cette charge de travail à la création d'un double album ; néanmoins, il estime que « la musique qu'il a faite à la hâte est la meilleure musique qu'il n'a jamais écrite », à tel point qu'il s'inspire de la bande-son de Spyro the Dragon pour composer les concertos de l'orchestre symphonique de Pittsburgh, pour lequel il travaille ponctuellement. Copeland, qui compose alors pour la première fois de sa carrière une bande-son pour un jeu vidéo, exprime également son étonnement concernant la synchronisation entre le système de jeu et la musique de celui-ci : « La chose étrange à propos de la bande-son est que la musique est totalement indépendante mais semble en quelque sorte correspondre au gameplay par miracle »,.
Le comédien Carlos Alazraqui assure la voix de Spyro. Ce dernier, ainsi que Michael Gough (en), Clancy Brown, Jamie Alcroft (en) et Michael Connor font également les voix additionnelles.

## Sortie et rééditions
Spyro the Dragon est dévoilé au public lors de l'Electronic Entertainment Expo, qui s'est tenu du 28 au 30 mai 1998 à Atlanta. 
Le jeu paraît en Amérique du Nord le 10 septembre 1998, puis le 23 octobre de la même année en Europe et le 1er avril 1999 au Japon,. Le jour de sa sortie en Amérique, Sony Computer Entertainment organise à Las Vegas une soirée de présentation destinée à la presse, lors de laquelle son vice-président du marketing, Andrew House, explique que Spyro the Dragon, Crash Bandicoot 3: Warped, Les Razmoket : À la recherche de Reptar et 1 001 Pattes doivent permettre à la PlayStation de proposer une offre vidéoludique à destination du jeune public, un marché dominé par la Nintendo 64 et pour lequel Sony est peu présent. Spyro the Dragon fait également l'objet d'une campagne publicitaire à la télévision dans laquelle est mis en scène Toasty le mouton, l'un des boss, qui se plaint des exactions commises par Spyro envers les moutons,.
Le 23 août 1999, Sony Computer Entertainment America annonce, en parallèle de la baisse du prix de la PlayStation, la réédition du jeu dans sa gamme Greatest Hits, aux côtés de Crash Bandicoot 3: Warped, Gran Turismo, Twisted Metal III et Cool Boarders 3, afin de lutter contre la sortie de la Dreamcast, la nouvelle console de Sega. La même année, Spyro the Dragon est réédité en Europe dans la gamme Platinum. Enfin, le 8 mai 2002, Insomniac Games publie en Amérique du Nord Spyro Collector's Edition, une compilation réunissant Spyro the Dragon, Spyro 2: Gateway to Glimmer et Spyro: Year of the Dragon, les trois jeux de la série développés pour la PlayStation. Cette compilation est ensuite éditée le 12 décembre 2012 en Europe sur le PlayStation Store.

## Accueil

### Critiques générales
Spyro the Dragon est bien accueilli par la presse spécialisée. Pour le site IGN, le titre d'Insomniac Games est le jeu de plates-formes le plus amusant depuis Crash Bandicoot, sorti en 1996, et son style « mignon et câlin améliore l'expérience de jeu ». D'après le mensuel britannique Computer and Video Games, il s'agit du « meilleur jeu de plates-formes en 3D de la PlayStation », même s'il est surtout destiné aux enfants. Le magazine britannique Edge confirme cette appréciation, mais juge qu'il y manque l'excitation que confèrent des jeux comme Banjo-Kazooie ou Super Mario 64. Le site américain GameSpot partage les avis précédents, mais nuance en expliquant que le jeu est « vraiment facile » et qu'il ne commence à se complexifier que lors des derniers niveaux, notamment pour le boss final et le niveau bonus. En outre, Spyro est « destiné à un jeune public, car il y a tellement de vies à obtenir dans le jeu qu'il est rare que ce nombre puisse tomber en dessous de huit ». Du côté de la presse francophone, le site Jeuxvideo.com salue « un jeu magnifique à tous points de vue », mais qui ne convient pas aux amateurs de jeux vidéo d'action comme Duke Nukem. Le mensuel Consoles + apprécie un jeu dont « on se lasse pas, grâce à son humour et à sa réalisation presque parfaite ». Le magazine Player One ajoute que même si ce jeu est destiné aux plus jeunes, « cela ne doit pas empêcher les aînés de visiter le monde merveilleux de cet excellent jeu ». Enfin, le PlayStation Magazine loue « un jeu de plates-formes libre » qui tranche avec le « très dirigiste Crash Bandicoot ».

### Critiques des graphismes
Les graphismes de Spyro the Dragon sont unanimement salués par la critique. Le PlayStation Magazine loue un moteur 3D et une modélisation « de qualité ». Le mensuel français apprécie en outre l'absence de clipping et le style graphique « mignon, aux couleurs enfantines » de ce jeu. Le site Jeuxvideo.com évoque des « graphismes somptueux, le summum sur PlayStation pour ce qui concerne les univers en 3D dans le genre cartoon ». Le mensuel Player One approuve une animation « très souple, très fluide » et des « teintes magnifiques », estimant que ce jeu est visuellement un « chef-d'œuvre ». Consoles + ne dit pas autre chose et qualifie de « bluffant » le ciel de ce jeu. Du côté de la presse anglophone, GameSpot applaudit des « graphismes fantastiques, avec les effets d'éclairage dynamiques, l'absence de clipping et des personnages superbes ». Le site américain remarque également la qualité des niveaux et conclut que Spyro the Dragon est le premier jeu vidéo à offrir avec succès un univers dont les graphismes rappellent ceux des dessins animés. Le site américain IGN salue la qualité du moteur graphique et des animations dans le jeu, en particulier les animations parlantes des dragons sauvés. Enfin, le mensuel Edge considère qu'il est « difficile de reprocher quoi que ce soit » aux graphismes de ce jeu, qui sont parmi les meilleurs de la PlayStation.

### Critiques dugameplay
Le système de jeu de Spyro the Dragon est également globalement apprécié par les spécialistes. Le site américain GameSpot juge que le gameplay de cet opus est similaire à celui des autres jeux de plates-formes, si ce n'est que Spyro peut cracher du feu et charger ses ennemis. On salue également la présence des manches de trésor, assimilées au jeu Prop Cycle, où Spyro vole à travers tout le niveau pour accomplir des tâches nécessaires à la collecte de joyaux. Le site IGN remarque la faible difficulté du jeu, ce qui encourage à le terminer. Néanmoins, la caméra est critiquée pour ne pas suivre Spyro d'assez près. Le mensuel Edge se montre plus critique et considère que faire le choix d'un héros à quatre pattes limite fortement la capacité de mouvement : Spyro ne peut que courir, sauter, charger et cracher du feu, ce qui affecte la conception des niveaux, d'autant plus qu'attaquer les ennemis avec ces deux dernières capacités devient répétitif. Concernant la presse francophone, le site Jeuxvideo.com apprécie « un héros très maniable », mais qui se révèle vraiment précis uniquement avec la manette DualShock, et salue la présence de l'inventaire recensant les objets collectés, « si bien qu'on sera prêt à recommencer sans arrêt un niveau jusqu'à obtenir tous les joyaux ». Le PlayStation Magazine estime que ce jeu est « difficile pour les plus jeunes, mais les plus expérimentés le finiront très vite ». Enfin, le mensuel Player One salue une caméra paramétrable, que l'on peut également diriger soi-même, mais aussi la très progressive difficulté du jeu, dont l'exploration des nombreux niveaux donne « envie de finir le jeu », dont la durée de vie est « très longue », dans « ses moindres détails ».

### Critiques de la bande-son
Enfin, la bande-son de Spyro the Dragon reçoit aussi des critiques satisfaisantes. Le PlayStation Magazine remarque « des musiques somme toute agréables mais pas inoubliables », tandis que le magazine Player One salue des « mélodies entraînantes » et des « bruitages réussis »,. Le site Jeuxvideo.com estime qu'une « bonne musique accompagne l'action en fond sonore » et que « les voix des dragons ont été interprétées magistralement par des acteurs », un avis que ne partage pas le mensuel Consoles +, qui juge les voix « décevantes » et les bruitages « hilarants »,. Pour finir, le site américain GameSpot estime que la bande-son composée par Stewart Copeland est « merveilleuse ».

### Ventes et nominations
D'après Insomniac Games, les ventes de Spyro the Dragon à son lancement ont été timides, mais ont fini par décoller à partir de la fin d'année 1998. Lors de la dernière semaine de novembre 1998, il s'agit du troisième jeu le plus vendu au Royaume-Uni, derrière Tomb Raider et FIFA 99. Lors du festival Milia, organisé à Cannes en février 1999, le jeu reçoit un prix d'or pour avoir généré plus de 20 millions d'euros de recettes dans l'Union européenne. À la fin août 1999, il reçoit un prix d'or lors du Verband der Unterhaltungssoftware Deutschland pour avoir atteint les 100 000 exemplaires vendus en Allemagne, en Autriche et en Suisse. À la fin 1999, plus d'un million d'exemplaires ont été écoulés en Amérique du Nord. En fin de compte, le jeu s'est vendu à plus de cinq millions d'unités dans le monde.
En 1999, Spyro the Dragon est nommé dans la catégorie du meilleur jeu d’action sur console ainsi que dans celle du jeu ayant la meilleure réalisation artistique lors de l'Interactive Achievement Awards. Finalement, ces deux prix sont remportés par Banjo-Kazooie.

## Postérité

### Suites
À la suite du succès de Spyro the Dragon, un deuxième opus, intitulé Spyro 2: Gateway to Glimmer, sort à l'automne 1999. Cette suite met en scène Spyro dans les mondes d'Avalar, un univers paradisiaque et mystique troublé par l'arrivée d'un tyran, Ripto, et de ses deux acolytes, Crush et Gulp. Les habitants d'Avalar demandent alors à Spyro de les aider à se débarrasser d'eux. Cet opus voit l'arrivée de nouveaux personnages, comme Chasseur, Énora et Gros-Sous, qui deviennent des personnages récurrents de la série,. Un troisième opus, intitulé Spyro: Year of the Dragon, est ensuite publié à l'automne 2000. Ce jeu reprend les mêmes graphismes que son prédécesseur. Ces deux suites seront elles aussi globalement bien accueillies par la critique,.

### Remake:Spyro Reignited Trilogy
En février 2018, une rumeur répandue par une journaliste de Kotaku laisse supposer qu'Activision Blizzard, qui détient les droits de la série depuis 2008, préparerait une remastérisation de la trilogie Spyro the Dragon. En avril 2018, Activision Blizzard confirme à la presse la sortie de Spyro Reignited Trilogy pour le 21 septembre 2018 et qu'il rassemble les trois premiers jeux de la série, Spyro the Dragon, Spyro 2: Gateway to Glimmer et Spyro: Year of the Dragon. Peu de temps avant l'annonce officielle, plusieurs journalistes et personnalités de YouTube avaient reçu des œufs de dragon violets. Ceux-ci, envoyés depuis les locaux d'Activision Blizzard, étaient également accompagnés d'un message de la part de Falcon McBob – le nom de code du projet – sur lequel il était écrit « Quelque chose va éclore ». À l'occasion du dévoilement du projet, une bande-annonce est dévoilée et présente un comparatif des graphismes entre les trois jeux originaux et la compilation,.
Le développement de Spyro Reignited Trilogy est confié à Toys for Bob, dans le cadre du vingtième anniversaire de la franchise,. Ce studio américain, fondé en 1989 par Paul Reiche III et Fred Ford, puis racheté en 2005 par Activision, a déjà travaillé sur Spyro, ayant créé la franchise Skylanders en 2011, qui met en scène sa propre interprétation du personnage. Le jeu utilise le moteur Unreal Engine 4. Le studio remastérise de nombreux éléments des jeux de l'époque. En effet, la trilogie contient des environnements améliorés avec plus de 100 niveaux fidèlement cartographiés. Les commandes de jeu sont remises au goût du jour et le gameplay est revu, comprenant une meilleure maniabilité de la caméra et une prise en main plus adaptée avec la manette. La luminosité ambiante est optimisée tandis que les cinématiques sont recréées. À l'inverse, les mouvements des personnages sont reproduits à l'identique afin de conserver les collisions d'origine,,. En août 2018, l'éditeur et le studio repoussent la date de sortie du jeu au 13 novembre 2018.

### Citations du jeu
1. ↑  Insomniac Games. Spyro the Dragon (PlayStation). Sony Computer Entertainment. 10 septembre 1998. Niveau/zone : Introduction : 
« Bob: Et Gnasty Gnorc ? Il paraît qu'il a trouvé un sort magique pour transformer les joyaux en guerriers ?
Lindar : Gnasty Gnorc est une simple créature.
Gnasty Gnorc : Simple !?
 Lindar : Il a été exilé dans un monde éloigné et ne représente plus aucun danger pour le royaume des dragons.
Gnasty Gnorc : Danger !?
Lindar : En plus, il est laid.
Gnasty Gnorc : C'en est trop ! (il transforme les dragons en statues de cristal)
 Spyro : On dirait que j’ai du travail ! »
2. ↑  Insomniac Games. Spyro the Dragon (PlayStation). Sony Computer Entertainment. 10 septembre 1998. Niveau/zone : Monde des Pacifiques : 
« Titan : Bienvenue dans le Monde des Pacifiques, Spyro. Regardes comment nos joyaux ont été volés et retournés contre nous. Récupères les joyaux, Spyro ! »
3. ↑  Insomniac Games. Spyro the Dragon (PlayStation). Sony Computer Entertainment. 10 septembre 1998. Niveau/zone : Monde des Ouvriers Magiques : 
« Cosmos : Bienvenue dans le Monde des Ouvriers Magiques. Je veux que vous libériez les dragons, récupériez les joyaux et récupérer les œufs dérobés par ces satanés voleurs d’œufs. »
4. ↑  Insomniac Games. Spyro the Dragon (PlayStation). Sony Computer Entertainment. 10 septembre 1998. Niveau/zone : Fin : 
« Spyro : Désolé d'avoir été si long. Je vous ai presque oublié.
Bob : Et Gnasty Gnorc ?
Spyro : Gnasty Gnorc ? En cendres ! »
5. ↑  Insomniac Games. Spyro the Dragon (PlayStation). Sony Computer Entertainment. 10 septembre 1998. Niveau/zone : Gnorc Gnexus : 
« Spyro : Gnasty est de l'histoire. Alors, qu'y a-t-il là-dedans ?
Magnus : Il me semble qu'il s'agit du trésor de Gnasty. Mais la porte ne s'ouvrira que lorsque tu auras tout récupéré dans le royaume des dragons. »
6. ↑  Insomniac Games. Spyro the Dragon (PlayStation). Sony Computer Entertainment. 10 septembre 1998. Niveau/zone : Fin : 
« Spyro (les dragons sont de nouveau transformés en statues de cristal) : Oh oh, et c'est reparti ! »

### Manuel d'utilisation
1. 1 2  Sangster 1998, p. 6
2. ↑  Sangster 1998, p. 16
3. ↑  Sangster 1998, p. 18
4. 1 2  Sangster 1998, p. 2
5. 1 2  Sangster 1998, p. 10
6. ↑  Sangster 1998, p. 11
7. ↑  Sangster 1998, p. 13
8. ↑  Sangster 1998, p. 14
9. 1 2 3  Sangster 1998, p. 15
10. ↑  Sangster 1998, p. 4, 9
11. 1 2  Sangster 1998, p. 8

### Autres références
1. 1 2  « Sony va le faire... : Spyro the Dragon », Consoles +, no 80,‎ septembre 1998, p. 78-79.
2. ↑  « Spyro the Dragon : Sony part à la conquête des juniors », PlayStation Magazine, no 21,‎ juin 1998, p. 24-30.
3. 1 2 3 4 5 6 7 8 9 10  (en) « Behind the scenes of Spyro The Dragon », sur gamestm.co.uk (version du 24 octobre 2018 sur Internet Archive)
4. 1 2 3 4  (en) « Always Independent: The Story of Insomniac Games », sur ign.com, 28 août 2012 (consulté le 16 janvier 2017)
5. 1 2 3 4 5  Daniel Kurland, « 30 Things Only Gaming Experts Know About Spyro The Dragon », sur screenrant.com, 19 novembre 2018 (consulté le 29 février 2020)
6. ↑  (en) John Fiorito, Craig Sttit, « Lessons in Color - Theory for Spyro the Dragon (1/3) », sur gamasutra.com, 2 mai 2000 (version du 9 mai 2010 sur Internet Archive)
7. 1 2 3  (en) John Fiorito, Craig Sttit, « Lessons in Color - Theory for Spyro the Dragon (3/3) », sur gamasutra.com, 2 mai 2000 (version du 10 mai 2010 sur Internet Archive)
8. ↑  « Spyro », PlayStation Magazine, no 22,‎ juillet/août 1998, p. 22.
9. ↑  « Crash 3 et Spyro : la PlayStation utilisée à 100% ? », Joypad, no 78,‎ septembre 1998, p. 16-19.
10. ↑  « Spyro the Dragon - How game music is made », sur Chaîne YouTube 0xybelis
11. ↑   (en) « Talking Spyro with The Police’s Stewart Copeland », sur gamestm.co.uk, 2 septembre 2016 (version du 3 septembre 2016 sur Internet Archive)
12. ↑  (en) « 10 Things You Didn’t Know About The Original Voice Of Spyro, Carlos Alazraqui », sur thegamer.com, 22 septembre 2020 (consulté le 20 juillet 2023)
13. ↑  (en) « Spyro the Dragon - Full Cast & Crew », sur imdb.com (consulté le 6 mars 2020)
14. ↑  « Atlanta 98 : Spyro the Dragon », Joypad, no 77,‎ juillet/août 1998, p. 64-65.
15. ↑   « Spyro the Dragon », sur ign.com (consulté le 6 mars 2020)
16. ↑   « Spyro the Dragon », sur jeuxvideo.com (consulté le 6 mars 2020)
17. ↑   (en) « Spyro Rolls Into Las Vegas », sur ign.com, 10 septembre 1998 (consulté le 6 mars 2020)
18. ↑   (en) « Is Sony Pulling the Wool Over Our Eyes? », sur ign.com, 11 septembre 1998 (consulté le 6 mars 2020)
19. ↑   (en) « Sony Slashes PlayStation to $99 », sur ign.com, 14 août 1999 (consulté le 6 mars 2020)
20. ↑  (en) Jawad Ashraf, « Spyro the Dragon returns to PSN next week! », sur blog.eu.playstation, 7 décembre 2012 (consulté le 6 mars 2020)
21. 1 2 3 4  « Test PlayStation : Spyro the Dragon », Consoles +, no 82,‎ novembre 1998, p. 86-89.
22. 1 2  « Spyro the Dragon », Computer & Video Games, no 204,‎ novembre 1998, p. 50-51.
23. 1 2 3 4  « Spyro the Dragon », Edge, no 64,‎ novembre 1998, p. 85.
24. ↑  « Spyro the Dragon », Electronic Gaming Monthly, no 112,‎ novembre 1998, p. 251.
25. ↑  Kendy (Kendy Ty) et Trazom (Nourdine Nini), « Test : Spyro », Joypad, no 80,‎ novembre 1998, p. 114, 115.
26. 1 2 3 4 5  « Tests : Spyro the Dragon », Player One, no 91,‎ novembre 1998, p. 70-72.
27. 1 2 3 4 5  « Spyro the Dragon », PlayStation Magazine, no 25,‎ novembre 1998, p. 112-115.
28. 1 2 3 4 5  Joe Fielder, « Spyro the Dragon Review », GameSpot, 9 septembre 1998 (version du 5 octobre 2013 sur Internet Archive)
29. 1 2 3 4  Craig Harris, « Spyro the Dragon », IGN, 9 septembre 1998 (consulté le 2 octobre 2013)
30. 1 2 3 4 5  Sébastien Pissavy (Lightman), « Test de Spyro the Dragon sur PlayStation », sur Jeuxvideo.com, 30 décembre 1998 (consulté le 6 mars 2020)
31. ↑   (en) « UK Top Ten », sur ign.com, 12 décembre 1999 (consulté le 7 mars 2020)
32. ↑   (en) « ECCSELL Awards Name Winners », sur gamespot.com (version du 30 août 1999 sur Internet Archive)
33. ↑   (de) « ECCSELL Awards Name Winners », sur vud.de, 10 septembre 1999 (version du 23 juin 2000 sur Internet Archive)
34. ↑   (en) « Cool Consumer Promotions Support Launch of Highly Anticipated Spyro -2- : Ripto's Rage! », sur thefreelibrary.com (version du 4 octobre 2018 sur Internet Archive)
35. ↑  (en) « SPYRO THE DRAGON », sur Interactive.org (consulté le 7 mars 2020).
36. ↑  (en) Doug Perry, « IGN : Spyro 2 : Ripto's Rage! », sur IGN, 18 novembre 1999 (consulté le 31 mars 2016).
37. ↑  Kornifex (Olivier Laumonier), « Test : Spyro 2 : Gateway to Glimmer », sur Jeuxvideo.com, 12 novembre 1999 (consulté le 30 mars 2016).
38. ↑  « Test de Spyro: Year of the Dragon », sur Jeuxvideo.com, 21 novembre 2000 (consulté le 31 mars 2016).
39. ↑  (en) « Spyro 2: Ripto's Rage! Critic Reviews », sur GameFAQs (consulté le 15 mars 2020)
40. ↑  (en) « Spyro: Year of the Dragon reviews », sur Metacritic (consulté le 15 mars 2020)
41. ↑  Steeve Mambrucchi, « Après Crash Bandicoot, Activision préparerait une trilogie Spyro restaurée », sur Gamekult, 13 février 2018 (consulté le 8 avril 2018)
42. 1 2 3 4  Steeve Mambrucchi, « Activision confirme Spyro Reignited Trilogy sur PS4 et Xbox One », sur Gamekult, 5 avril 2018 (consulté le 8 avril 2018)
43. ↑  « Jonathon Dornbush on Twitter », Twitter,‎ 2 avril 2018 (lire en ligne, consulté le 8 avril 2018)
44. ↑  « Le sublime trailer de Spyro Reignited Trilogy », sur Jeuxvideo.com, 5 avril 2018 (consulté le 8 avril 2018)
45. 1 2  (en) Kevin Kelly, « Spyro the Dragon is Back in the Spyro Reignited Trilogy! », sur blog.activision.com, 5 avril 2018 (consulté le 8 avril 2018)
46. ↑  Romain Mahut, « Spyro Reignited Trilogy enfin officialisé sur PS4 et Xbox One, infos et vidéo », sur Gameblog, 5 avril 2018 (consulté le 8 avril 2018)
47. ↑  Clementoss (Clément Bartholomé), « Spyro Reignited Trilogy : le retour du dragon aura lieu le 21 septembre sur PS4 et Xbox One », sur Jeuxvideo.com, 5 avril 2018 (consulté le 8 avril 2018)
48. ↑  Smile_93, « Spyro Reignited Trilogy repoussé au 13 novembre », sur Jeuxvideo.com, 17 août 2018 (consulté le 20 août 2018)